# Rocky Mountain Horse

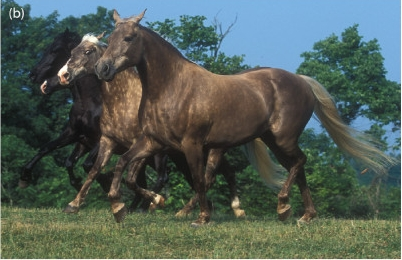
Konie rasy rocky mountain horse o srebrnym umaszczeniu

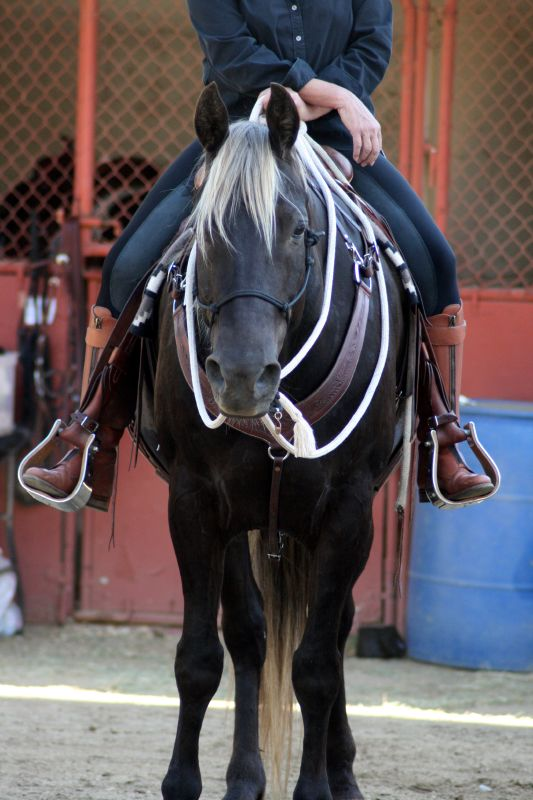
Koń rasy rocky mountain horse z charakterystycznym umaszczeniem

Rocky Mountain Horse – rasa konia pochodząca z Gór Skalistych, powstała na początku XX wieku. W niektórych źródłach nazywany jest Rocky Mountain Pony.

## Historia
Jego przodkowie to konie importowane z Hiszpanii do USA. Rasa powstała dzięki Samowi Tuttle z Kentucky, a jej ojcem-założycielem był ogier Old Tube, który przekazywał swojemu potomstwu swój chód, budowę oraz uległy temperament. 
W pewnym momencie istnienia rasa była zagrożona wyginięciem. Ogier Kilburn’s Chocolate Sundown przyczynił się jednak do odnowienia rasy, płodząc około 600 źrebiąt. Przez to nazywany jest big daddy. Wśród jego potomstwa pięć najbardziej znanych koni to Nuncio, Choco, Jonhson’s Toby oraz Dan’s Dusty action.
Od tamtego czasu nie został określony jednak żaden standard hodowlany rasy. Od 1986 roku zaczęto dokumentować rasę, jednak od tamtego czasu zarejestrowano jedynie dwustu jej przedstawicieli.

## Pokrój
Koń zwięzłej budowy. Jego wzrost waha się pomiędzy 144cm, a 145cm w kłębie. Rasa ta prezentuje cechy fizyczne koni hiszpańskich, poczynając od sylwetki, po sposób poruszania się i umaszczenie. Jest spokrewniona z tennessee walking horse'em i amerykańskim saddlebredem, które posiadają iberyjskie korzenie. Są silne, wytrzymałe na zimno i odporne. Podróżują z szybkością od 12 do 25 km/h na długich dystansach. 

### Umaszczenie
Kuce tej rasy charakteryzują się maścią o czekoladowym odcieniu z grzywą rozjaśnioną genem srebrnym.